# ГЕС Jaguas
ГЕС Jaguas — гідроелектростанція у центральній частині Колумбії. Знаходячись перед ГЕС Лас-Плаяс, становить одну зі станцій верхнього ступеню – поряд з ГЕС Гуатапе – в дериваційному каскаді, який використовує ресурси річок Наре та Гуатапе, лівих приток Самана-Норте, котра в свою чергу є лівою притокою Магдалени (впадає до Карибського моря в місті Барранкілья). При цьому інша станція верхнього ступеню використовує ресурс із тієї ж річки, проте відбираючи його вище по течії, що забезпечує більший напір.
У межах проекту річку Наре перекрили земляною греблею висотою 63 метри та довжиною 380 метрів. Крім того,  для закриття сідловини на водорозділі зі сточищем річки Гуатапе знадобилась допоміжна дамба висотою 50 метрів та довжиною 715 метрів. Разом ці споруди утримують водосховище Сан-Лоренцо з площею поверхні 10,6  км2 та об'ємом 186 млн м3.
У сховищі облаштовано водозабір, з якого через шахту глибиною 50 метрів з діаметром 4,7 метра ресурс потрапляє до дериваційного тунелю. Останній прямує у сточище Гуатапе та має довжину 1,8 км при діаметрі 4,3 метра. Він пов'язаний із запобіжним балансувальним резервуаром, котрий включає верхню камеру висотою 120 метрів з діаметром 8,7 метра та нижню з’єднувальну секцію висотою 30 метрів з діаметром 4,1 метра. По завершенні дериваційний тунель переходить у напірну шахту глибиною 156 метрів з діаметром 4,3 метра, сполучену із напірним водоводом, котрий у підсумку розгалужується на ділянки до двох гідроагрегатів.
Машинний зал споруджений у підземному виконанні, при цьому доступ до нього персоналу здійснюється через тунель довжиною 0,8 км. Основне обладнання ГЕС становлять дві турбіни типу Френсіс потужністю по 85 МВт, які працюють при напорі у 245 метрів.
Відпрацьований ресурс спершу потрапляє у підземну балансувальну камеру, після чого відводиться по відвідному тунелю довжиною біля 1,5 км до водосховища ГЕС Гуатапе.
Видача продукції відбувається по ЛЕП, розрахованій на роботу під напругою 230 кВ.